# Nsit-Atai
Nsit-Atai est une ville et une zone de gouvernement local de l'État d'Akwa Ibom au Nigeria. C'est un royaume traditionnel, dont le souverain est S.A.R. Edidem Peter Okon Effiong.

## Source
- (en) Cet article est partiellement ou en totalité issu de l’article de Wikipédia en anglais intitulé « Nsit-Atai » (voir la liste des auteurs).